# Mistrzostwa Świata w Skokach na Trampolinie 1984
Mistrzostwa świata w skokach na trampolinie 1984, odbyły się w japońskim mieście Osaka w dniach 24 – 26 sierpnia.

## Mężczyźni

### Trampolina indywidualnie
| Medal | Państwo | Gimnastyk           | Pkt    |
| ----- | ------- | ------------------- | ------ |
|       | Francja | Lionel Pioline      | 102.70 |
|       | ZSRR    | Igor Bogaczew       | 101.90 |
|       | ZSRR    | Igor Galimbatowiski | 101.20 |

### Trampolina drużynowo
| Medal | Państwo   | Gimnastycy                                                               | Pkt    |
| ----- | --------- | ------------------------------------------------------------------------ | ------ |
|       | ZSRR      | Sergriej Nestreliai Igor Bogaczew Wadim Krasnoczapka Igor Galimbatowiski | 197.40 |
|       | Australia | Glenn Kelly John Merritt Adrian Wareham Brett Austine                    | 187.90 |
|       | Francja   | Laurent Mainfray Lionel Pioline Hubert Barthod Daniel Pean               | 187.50 |

### Trampolina synchronizacyjnie
| Medal | Państwo | Gimnastycy                            | Pkt   |
| ----- | ------- | ------------------------------------- | ----- |
|       | ZSRR    | Wadim Krasnoczapka Igor Bogaczew      | 72.80 |
|       | ZSRR    | Igor Gelimbatowski Sergiej Nestreliai | 71.80 |
|       | Francja | Daniel Pean Lionel Pioline            | 70.20 |

### Podwójna minitrampolina indywidualnie
| Medal | Państwo           | Gimnastyk     | Pkt  |
| ----- | ----------------- | ------------- | ---- |
|       | Australia         | Brett Austine | 26.2 |
|       | Australia         | John Merritt  | 25.3 |
|       | Stany Zjednoczone | Steve Elliott | 25.0 |

### Podwójna minitrampolina drużynowo
| Medal | Państwo           | Gimnastycy                                                        | Pkt  |
| ----- | ----------------- | ----------------------------------------------------------------- | ---- |
|       | Australia         | Brett Austine Adrian Wareham Stephen Evetts John Merritt          | 45.9 |
|       | Stany Zjednoczone | Kevin Ekbarg Steve Elliott Terry Butler Karl Heger                | 42.8 |
|       | RFN               | Lutz Graske Thorsten Hartmann Christian Poliath Manfred Schwedler | 42.5 |

### Tumbling indywidualnie
| Medal | Państwo           | Gimnastyk       | Pkt   |
| ----- | ----------------- | --------------- | ----- |
|       | Stany Zjednoczone | Steve Eiliott   | 61.75 |
|       | Stany Zjednoczone | Kevin Ekberg    | 61.72 |
|       | Polska            | Andrzej Gartska | 58.45 |

### Tumbling drużynowo
| Medal | Państwo           | Gimnastycy                                            | Pkt    |
| ----- | ----------------- | ----------------------------------------------------- | ------ |
|       | Stany Zjednoczone | Steve Eiliott Chad Fox Kevin Ekberg Chuck Myers       | 103.37 |
|       | Polska            | Skawomir Borejszo Andrzej Gartska Marek Krol          | 97.2   |
|       | Kanada            | Darryl Scheelar Stephen Duchesne John Smith Dave Bens | 91.5   |

## Pozostali Polacy
- Trampolina synchronizacyjnie - Zdzisław Pelka i Waldemar Okoniewski – 7. miejsce (65.50 pkt.)
- Tumbling indywidualnie - Sławomir Borejszo – 4. miejsce (55.00 pkt.)